# Język pardhan
Język pardhan – język naturalny należący do rodziny języków drawidyjskich. Używany jest głównie w środkowych stanach Indii.